# Bistorta tenuicaulis
Bistorta tenuicaulis är en slideväxtart som först beskrevs av Biss. & Moore, och fick sitt nu gällande namn av Takenoshin Nakai. Bistorta tenuicaulis ingår i släktet ormrötter, och familjen slideväxter. Utöver nominatformen finns också underarten B. t. chionophila.